# Lajeado do Agudo
Lajeado do Agudo är ett vattendrag i Brasilien.   Det ligger i delstaten Santa Catarina, i den södra delen av landet, 1 400 km söder om huvudstaden Brasília.
I omgivningarna runt Lajeado do Agudo växer i huvudsak städsegrön lövskog. Runt Lajeado do Agudo är det glesbefolkat, med 11 invånare per kvadratkilometer.